# El-Kab
El-Kab – miasto położone w Egipcie, na południe od Teb, na prawym brzegu Nilu. Po drugiej stronie Nilu względem Hierakonpolis. W okresie predynastycznym nosiło nazwę Necheb i było stolicą królestwa południowego. W okresie dynastycznym natomiast było stolica III nomu Górnego Egiptu.

## Zabytki
- pozostałości podwójnego muru obronnego (o grubości 12 metrów[1]) zbudowanego w czasach XXX Dynastii;
- ruiny świątyni Nechbet zbudowanej podczas panowania XVIII Dynastii, na którą składały się: trzy pylony, hypostyl, naos i krypty;
- ruiny świątyni Thota, małżonka Nechbet, przylegające do jej świątyni;
- cmentarzysko z czasów Średniego Państwa i początków Nowego Państwa.